# 张迁碑

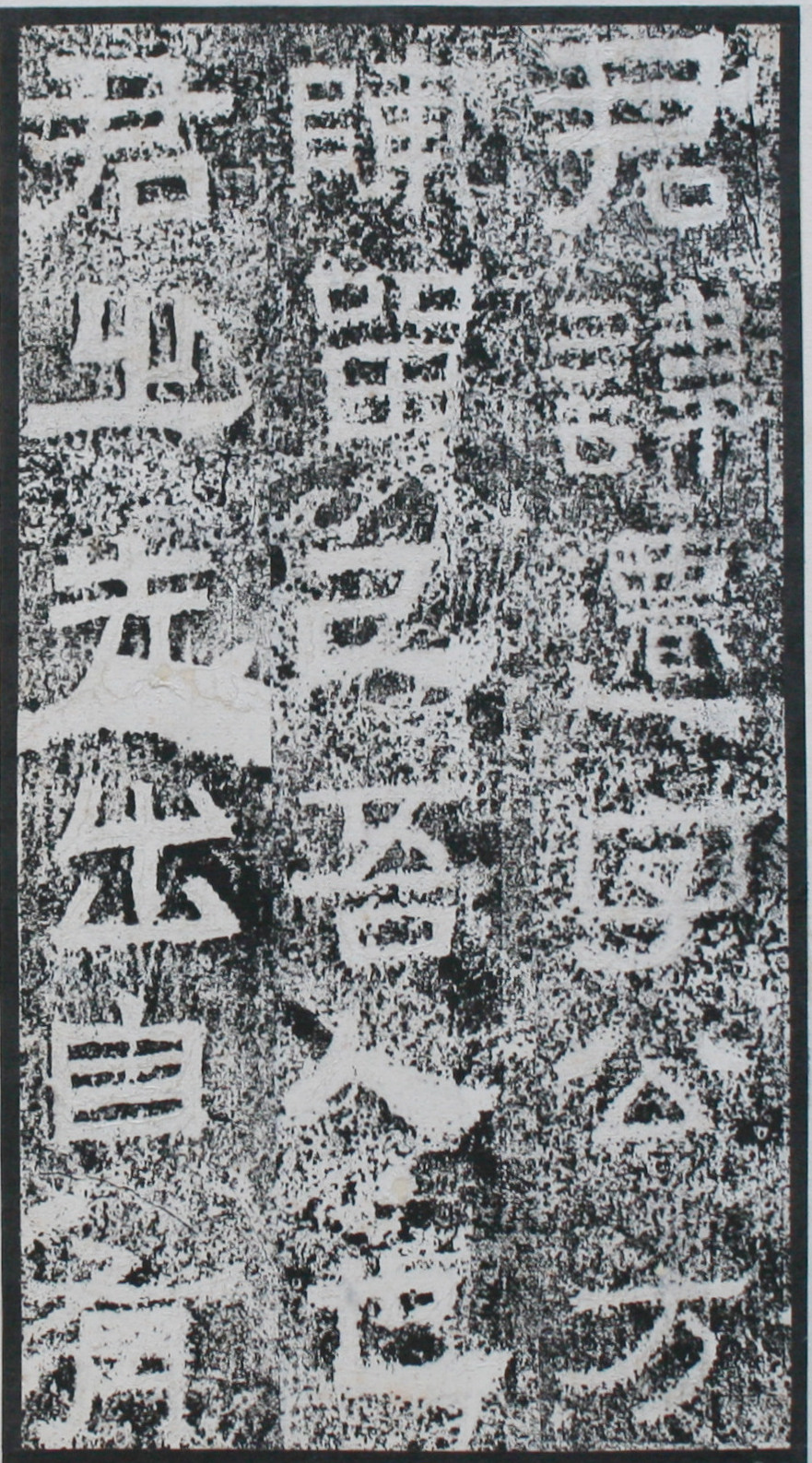
張遷碑

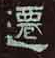
张迁碑拓片中的“迁”字

《张迁碑》全称《汉故穀城长荡阴令张君表颂》，刻于东汉中平三年（186年），明代时于东平出土。张迁碑现存于山东省泰安岱庙。《张迁碑》和《曹全碑》都为汉末名碑。碑中字体大量渗入篆体结构，字型方正，用笔棱角分明，具有齐、直、方、平的特点。整个碑的书风雅拙、质樸。

## 釋文
君諱遷，字公方，陳留己吾人也。君之先出自有周，周宣王中興，有張仲以孝友為行，披覽《詩雅》，煥知其祖。高帝龍興，有張良，善用籌策在帷幕之內，決勝負千里之外，析珪於留。文景之間，有張釋之，建忠弼之謨，帝游上林，問禽狩所有，苑令不對，更問嗇夫，嗇夫事對。於是，進嗇夫為令，令退為嗇夫，釋之議為不可，苑令有公卿之才，嗇夫喋喋小吏，非社稷之重，上從言。孝武時有張騫，廣通風俗，開定畿寓，南苞八蠻，西羈六戎，北震五狄，東勤九夷。荒遠既殯，各貢所有，張是輔漢，世載其德。爰既且于君，蓋其繵縺，纘戎鴻緒，牧守相系，不殞高問。孝弟于家，中謇於朝，治京氏易，聰麗權略，藝於從畋，少為郡吏，隱練職位，常在股肱，數為從事，聲無細聞。徵拜郎中，除穀城長，蠶月之務，不閉四門。臘正之祭，休囚歸賀。八月算民，不煩於鄉。隨就虛落，存恤高年。路無拾遺，犁種宿野。黃巾初起，燒平城市，斯縣獨全。子賤孔蔑，其道區別，尚書五教，君崇其寬。詩云愷悌，君隆其恩。東裡潤色，君垂其仁。邵伯分陝，君懿於棠。晉陽佩瑋，西門帶弦，君之體素，能雙其勳。流化八基，遷蕩陰令。吏民頡頏，隨送如雲，周公東征，西人怨思。奚斯贊魯，考父頌殷。前喆遺芳，有功不書，後無述焉，於是刊石豎表，銘勒萬載，三代以來，雖遠猶近。詩雲舊國，其命惟新。於穆我君，既敦既純，雪白之性，孝友之仁。紀行求本，蘭生有芬。克岐有兆，綏禦有勳，利器不覿，魚不出淵。國之良幹，垂愛在民。蔽沛棠樹，溫溫恭人。乾道不繆，唯淑是親。既多受祉，永享南山，干祿無疆，子子孫孫。惟中平三年，歲在攝提，二月震節，紀日上旬，陽氣厥析，感思舊君，故吏韋萌等僉然同聲，賃師孫興，刊石立表，以示後昆。共用無祚，億載萬年。